# DiRT Rally
DiRT Rally je závodní videohra vyvinutá a vydaná společností Codemasters pro Microsoft Windows. Steam Early Access verze hry byla vydána 27. dubna 2015, plná verze vyšla 7. prosince 2015. Verze hry pro PlayStation 4, Xbox One a fyzické PC DVD byly vydány 5. dubna 2016. Pro Linux hra vyšla 2. března 2017. Hra je zaměřena na realistické pojetí závodů rally.